# Gazyr
Gazyr (ros. Газырь) – osiedle w Rosji, w Kraju Krasnodarskim, w rejonie wysiełkowskim. W 2010 liczyło 1925 mieszkańców.